# Мендикарински район
Мендикарински район (на казахски: Меңдіқара ауданы) е съставна част на Костанайска област, Казахстан. Административен център е град Боровски. Обща площ 6555 км2 и население 26 529 души (по приблизителна оценка към 1 януари 2020 г.).